# Service industriel de l'aéronautique
Le Service industriel de l’aéronautique (SIAé) est un service relevant de l’Armée de l'air et de l'espace française, à vocation inter-armées, qui regroupe des moyens de maintenance industrielle et de conception aéronautiques du ministère des Armées.
Un conseil de surveillance, présidé conjointement par le chef d'état-major des armées et par le délégué général pour l'armement, fixe la stratégie du SIAé et le contrôle.

## Activité

### Maintenance
Le SIAé réalise de la maintenance aéronautique de tous niveaux sur de nombreuses flottes aéronautiques des armées françaises, en particulier : 
- le Rafale, le Mirage 2000, le C130, l'Alphajet ou l'A400M pour l'Armée de l'air et de l'espace,
- le Rafale, l'Atlantique 2, le Hawkeye, le NH90 ou le Dauphin pour la Marine nationale,
- le Tigre, le NH90 et la Gazelle pour l'Armée de terre.

### Conception
Le SIAé concentre les capacités de conception aéronautique du ministère des Armées, il est le seul organisme étatique à détenir un agrément de conception aéronautique militaire,. Il conçoit à ce titre des réparations, des modifications et des équipements. Il a par exemple conçu une partie du système de combat de la version française de l'Atlantique 2 et du Hawkeye, et modifié la Gazelle pour y monter une mitrailleuse. Le SIAé détient par ailleurs plusieurs certificats de type de produits aéronautiques militaires.

## Chiffres clefs
Le SIAé agit en compte de commerce, pour un chiffre d'affaires de 715 millions d'euros en 2020, 642 millions d'euros en 2019, 570 millions d'euros en 2018, 618 millions d'euros en 2017, 656 millions d'euros en 2016.
Le SIAé réalise entre 20 % et 25 % de l'entretien programmé du matériel aéronautique des armées, qui s'élève à environ 2,7 Md€ pour l'année 2022. Le reste est confié à l'industrie privée via des contrats passés par la Direction de la maintenance aéronautique.
Début 2021, le SIAé emploie environ 4 700 personnes, à 80 % civils (2 300 ouvriers de l'État et 800 fonctionnaires). Chaque année, le SIAé recrute environ 300 personnes, principalement dans des fonctions techniques.
En 2024, le SIAé emploie 5 000 personnes (dont 83 % de personnels civils) et recrute plus de 400 opérateurs, techniciens et ingénieurs tous les ans.

## Historique

### Héritage
Le 30 mars 1934, le général Victor Denain, ministre de l'Air, décrète la création des ateliers régionaux de réparation du matériel aérien. En 1936, il est établi que ces ateliers régionaux sont chargés de la réparation du matériel aérien et du contrôle des prix de revient des réparations confiées à l'industrie privée.
La loi no 52-1402 du 30 décembre 1952 indique qu'il est ouvert dans les écritures du trésor un compte spécial de commerce destiné à suivre les opérations d'approvisionnement de la direction technique et industrielle de l'air.
La loi no 72-1121 du 20 décembre 1972 indique que le compte spécial de commerce ouvert dans les écritures du Trésor par l’article 25 de la loi no 52-1402 du 30 décembre 1952 est intitulé « Exploitations industrielles des ateliers aéronautiques de l’État ». Ce compte est géré par le ministre d’État chargé de la défense nationale et retrace les recettes et les dépenses afférentes aux réparations, modifications, fabrications et prestations diverses effectuées par les ateliers industriels de l’aéronautique de l’État, y compris le remboursement des dépenses de personnel au budget général.
L'arrêté du 10 mars 1997 relatif à l'organisation du service de la maintenance aéronautique indique que le service de la maintenance aéronautique comprend les ateliers industriels de Bordeaux, Clermont-Ferrand et Cuers-Pierrefeu.

### Création du SIAé
Le SIAé est créé en Conseil des ministres le 12 décembre 2007, en remplacement du Service de la maintenance aéronautique.
En 2020, la direction du SIAé sort de l'administration centrale et devient un organisme extérieur du ministère des armées.
Lors d'un discours prononcé sur le site du SIAé à Clermont-Ferrand le 15 octobre 2020, et alors que certaines organisations syndicales s'inquiétaient d'un possible passage du SIAé du statut de compte de commerce au statut d'EPIC, la ministre des armées Florence Parly indique que « le SIAé continuera à s'appuyer sur son statut en compte de commerce. C'est un outil solide, efficace et pérenne, il doit être consolidé et sécurisé ».

## Implantations
Le SIAé est composé d'une direction à Arcueil et des 5 ateliers industriels de l'aéronautique :
- Clermont-Ferrand (y compris les détachements de Toul, Orléans et Phalsbourg),
- Bordeaux (sites de Floirac-Bordeaux et de Croix-d'Hins à Marcheprime, antennes à Mont-de-Marsan, Saint-Dizier, Orléans, Nancy et Luxeuil)[24]
- Cuers-Pierrefeu (y compris le détachement sur la base aéronautique navale de Hyères),
- Ambérieu,
- Bretagne (bases aéronautiques navales de Landivisiau, Lanvéoc et Lann-Bihoué).

### Atelier industriel de l'aéronautique d'Ambérieu
L'AIA d'Ambérieu, colocalisé avec la base aérienne 278 Ambérieu-en-Bugey, produit et maintien des équipements de sécurité, sauvetage et survie, des radars d'ancienne génération (Centaure notamment) et assure des activités de métrologie, au profit d'autres entités des armées.
L'AIA d'Ambérieu participe au maintien en condition opérationnelle du SCCOA, via un contrat avec le maître d'oeuvre Thales.

### Atelier industriel de l'aéronautique de Bordeaux
Implanté sur la commune de Floirac en bordure de Garonne, l'AIA de Bordeaux est spécialisé dans les interventions sur les moteurs.
L'ARAA de Bordeaux est créé en 1934. Il est initialement chargé de la maintenance de moteurs d'avions à pistons. Les premières turbines arrivent en 1960. Lors de la guerre d'Algérie les activités des AIA d'Afrique du Nord (Casablanca, Alger et Blida) sont transférées à Bordeaux pour les moteurs, et à Clermont-Ferrand pour les aéronefs.
L'AIA de Bordeaux travaille sur le Larzac (Alpha Jet), le M53 (Mirage 2000), le M88 (Rafale), le Gem 42-1 (Lynx) jusqu'en 2021, le MTR 390 (Tigre), le T56 (Hercules C130, Grumman E-2 Hawkeye) et le TP400 (A400M).
En 2021, l'AIA de Bordeaux a signé un contrat de 10 ans avec la DMAé pour assurer, avec Safran aircraft engines, le maintien en condition opérationnelle du moteur M88,.
En incluant les sites rattachés, il emploie plus de 1 000 personnes.

### Atelier industriel de l'aéronautique de Bretagne
L'arrêté du 8 juillet 2010 a confirmé la création d'un 5e AIA « Bretagne » au 1er janvier 2011,. Celui-ci intervient majoritairement au profit des aéronefs de la marine et est réparti sur trois sites en Bretagne.
Positionné à proximité des Forces opérationnelles, sa mission est d’assurer l’entretien, la réparation et les modifications des aéronefs et des équipements aéronautiques des Forces armées et principalement de la Marine Nationale.
Il est implanté sur les trois bases de l’aéronautique navale de l’ouest de la France, Lann-Bihoué, Landivisiau et Lanvéoc-Poulmic. Il emploie 700 personnes et sa direction est à Lann-Bihoué près de Lorient.
L’AIA de Bretagne réalise la maintenance programmée et des interventions techniques de niveau industriel sur les cellules et équipements d’aéronefs :
- l’avion de patrouille maritime Atlantique 2 (ATL2),
- l’avion de chasse Rafale et ses moteurs M88,
- les hélicoptères NH90 Caïman version NFH (Nato Frigate Helicopter) et l’Alouette III,
- l’avion de Guet aérien embarqué E2C Hawkeye,

Son activité couvre tous les domaines de la maintenance aéronautique :
- cellule, structure composite et métallique, contrôle non destructif
- mécanique (turbomachine, train d’atterrissage, roue, hélice, …)
- stratifié, peinture, traitement de surface
- hydraulique et carburant
- électricité, électromécanique, instrument de bord
- avionique (électronique, radio/radar)
- conditionnement, habitabilité, batterie et oxygène
- matériel de sécurité/sauvetage/survie
- siège éjectable

### Atelier industriel de l'aéronautique de Clermont-Ferrand
Le site principal est implanté à Clermont-Ferrand, mais il existe deux antennes, à Toul et à Phalsbourg. Il compte 1 210 personnes en 2017. Créé en 1939 comme Atelier de réparation de l'armée de l'air, ARAA, il devient en 1948 Atelier industriel de l'aéronautique. En 1957, Clermont-Ferrand accueille les chaînes de montage du Nord 2501. Puis se succèdent les arrivées de plusieurs aéronefs pour leur maintenance comme le Mirage III en 1967, la Gazelle en 1976, le Mirage IV A en 1978, le Mirage F1 en 1980, l'Alpha Jet en 1983, le Mirage 2000 en 1989. Il est maintenanceur et réparateur pour l’ensemble de la flotte Dassault Rafale depuis 2002.
Cet AIA effectue différentes interventions sur les aéronefs et leurs équipements :
- la maintenance,
- la réparation,
- la modification et la modernisation.

Il intervient notamment sur les aéronefs suivants :
- Dassault Rafale ;
- Mirage 2000 ;
- Alpha Jet ;
- Gazelle ;
- Tigre ;
- Airbus A400M Atlas ;
- Hercules C130H .
- anciennement transall ;

Le détachement de Toul est implanté à Domgermain sur un site de 52 ha avec le 1er RMAT. Il est proche des régiments d'hélicoptères de combat du Nord-Est (1er et 3e) et de la BA 133 de Ochey-Nancy. Il se charge des visites périodiques (VP) des hélicoptères Puma.
L'AIA de Clermont-Ferrand a fêté ses 70 ans en 2009, la même année que le 75e anniversaire de l'Armée de l'air et de l'espace.
Depuis 2015, il est chargé de la maintenance des Airbus A400M Atlas de l'Armée de l'air.
Il a réalisé, en 2016, un chiffre d’affaires de 158 millions d'euros.
En septembre 2020, l’ingénieure en chef de l'armement Nathalie Guichard devient directrice de l'AIA de Clermont-Ferrand. C'est la première femme à prendre la direction d'un atelier industriel de l'armement.

### Atelier industriel de l'aéronautique de Cuers-Pierrefeu
Les activités de l'AIA de Cuers-Pierrefeu sont similaires à celles de l'AIA de Clermont-Ferrand.
Cet AIA intervient notamment sur les aéronefs suivants :
- Atlantique 2 ;
- Caïman ;
- Dauphin Panther ;
- Hawkeye ;
- anciennement Lynx.

Il s'occupe aussi de la maintenance de certains équipements liés aux missiles, aux sous-marins et aux frégates anti-aériennes.
En parallèle de l'activité principale de maintenance industrielle, l'AIA de Cuers-Pierrefeu est aussi présent sur deux activités de niche :
- la conception, la fabrication et la réparation de radômes et structures en matériaux composites ;
- le développement, la réalisation et la maintenance de systèmes aéronautiques sol (simulateurs, bancs, etc.) et embarqués.

### Site d'Arcueil
La direction du SIAé est installée à Arcueil, au Fort de Montrouge.

## Directeurs successifs
Le Service de la maintenance aéronautique (DGA/SMA), ancêtre du SIAé, a été successivement dirigé par :
- Yves Langlois, ingénieur général hors classe de l'armement (1997[35] - 2002)
- Patrick Goudou, ingénieur général hors classe de l'armement (2002 - 2003)
- Maxime Donzel, ingénieur général hors classe de l'armement (2003 - 2006)
- Christian Chabbert, ingénieur général hors classe de l'armement (2006 - 2008)

Le SIAé a été dirigé successivement par :
- Christian Chabbert, ingénieur général hors classe de l'armement (2008 - 2011)
- Patrick Dufour, ingénieur général hors classe de l'armement (2011[36] - 2016)
- Jean-Marc Rebert, ingénieur général hors classe de l'armement (2016[37] - 2020[38])
- Tanguy Lestienne, ingénieur général hors classe de l'armement, depuis 2020[39]